# Бездольний Ігор Юрійович
Ігор Юрійович Бездольний (нар. 10 червня 1977, Армянськ, УРСР) — український футболіст, нападник. Проросійський колаборант.

## Клубна кар'єра
Першою дорослою командою Бездольного став «Меліоратор» в 1994 році. За команду рідного Армянська — «Титан» — дебютував 26 квітня 1996 року в грі проти донецького «Шахтаря-2», а вже через три дні в ворота донецького «Металурга» забив свій перший гол в чемпіонатах України. Ставши згодом гравцем остновного складу кримчан, Ігор в сезоні 1997/98 років в 31-му матчі забив 17 м'ячів.
Наступний сезон молодий перспективний форвард починав у команді вищої ліги — дніпропетровському «Дніпрі». Дебют у вищому дивізіоні відбувся 20 вересня 1998 року в матчі з кіровоградською «Зіркою». Заграти в елітному дивізіоні хлопцеві не вдалося ні в складі «Дніпра», ні трохи пізніше — в складі «Миколаєва», куди Ігор був відправлений в оренду до завершення сезону.
З 2000 року Бездольний виступає передусім за команди другої ліги: «Дніпро-2», «Дніпро-3», «Титан», «Зорю», «Електрометалург-НЗФ», «Кримтеплиця», «Житичі», «Гірник», «Миколаїв» та «Кристал». П'ять разів команди з Бездольним в складі ставали переможцями другої ліги чемпіонату України: 1999/00, 2002/03, 2004/05, 2009/10 і 2010/11. Тричі входив в число кращих бомбардирів турніру, в сезоні 2008/09 очолив список бомбардирів. У тому сезоні Ігор Бездольний, на старті весняної частини змагань, забивав сім м'ячів в чотирьох турах: по голу — «Шахтарю» та «Олімпіку», два — «Шахтарю-3» та три — «Кременю».
Сезон 2007 року Бездольний провів в чемпіонаті Казахстану, забивши за команду першого дивізіону «Каспій» три м'ячі.
Останньою професійною командою Ігоря був херсонський «Кристал», де форвард провів першу половину сезону 2011/12 років, але в зимове трансферне вікно був відзаявлений клубом.
Пізніше виступав в аматорських турнірах з футзалу в команді «Удар» (Нижні Сірогози).
Згодом Бездольний працював тренером команди «Хлібороб» з Нижніх Торгаїв Нижньосірогозької громади у Херсонської області. Влітку 2022 року став помічником головного тренера клубу «Ялта», новачка Прем'єр-ліги Криму, де був заявлений як громадянин РФ.
Після захоплення Херсонської області російськими окупантами пішов із ними на співпрацю та погодився очолити мережу з продажу ліків. У лютому 2023 року відвідав засідання так званого Міністерства молодіжної політики та спорту Херсонської області, яке провели окупанти.

## Досягнення
- Друга ліга чемпіонату України
  -  Чемпіон (5): 1999/00, 2002/03, 2004/05, 2009/10, 2010/11